# Statisztikai település
A statisztikai település (angolul census-designated place, rövidítve CDP) olyan népességkoncentráció az Egyesült Államokban, amelyet statisztikai okokból tart számon az Amerikai Népszámlálási Hivatal, de közigazgatási szempontból nem külön település. 1980 óta a tízévente végzett népszámlálások definícióiban az egyesült helység (incorporated place) – mint az önkormányzattal rendelkező városok és falvak – ellentétpárja a statisztikai adatgyűjtésben. A CDP-k olyan lakott övezetek, amelyek általában egy kijelölt, de önkormányzattal nem rendelkező kis közösségből állnak – amelyről a nevüket kapják –, a környező lakatlan vidékből és esetleg más kicsi és önkormányzattal nem rendelkező közösségekből. Ilyenek például a mexikói határ mentén elhelyezkedő kolóniák (colonia), egyes nyaralóközpontok (resort) és nyugdíjasközösségek (retirement community).

## Fordítás
- Ez a szócikk részben vagy egészben  a   Census-designated place című angol Wikipédia-szócikk ezen változatának fordításán alapul.  Az eredeti cikk szerkesztőit annak laptörténete sorolja fel. Ez a jelzés csupán a megfogalmazás eredetét és a szerzői jogokat jelzi, nem szolgál a cikkben szereplő információk forrásmegjelöléseként.